# Бяшимов, Акмурад
Акмурад Бяшимов (туркм. Akmyrat Bäşimow) — советский, туркменский актёр кино, народный артист Туркменистана  (2018, посмертно). Снимался в основном в комедиях. По специальности врач.

## Биография
Родился 11 августа 1937 года в поселке Каушут Туркменской ССР. Рано потерял родителей. Работал в колхозе чтобы прокормить младших братьев и сестёр.
В 1958 окончил Марыйскую фельдшерскую школу.
Дебютировал в кино в 1957 году. Работал начальником отдела профилактической дезинфекции.
Лауреат Государственной премии Туркменской ССР имени Махтумкули (1980 год, за роль в фильме «Похищение скакуна», посмертно). Награждён медалью и званием народного артиста приказом президента за номером (4073109) 2018 г.
Скончался в феврале 1979 года от тяжёлой болезни.

## Фильмография
- 1965 — Сбежала машина
- 1965 — Бывает и так — милиционер
- 1965 — Петух — Акмурад
- 1965 — Решающий шаг — Покги-вала
- 1967 — Дорого горящего фургона — Потды
- 1968 — Белый Рояль — Али
- 1968 — Махтымкули — Старик Сарбаз
- 1969 — Приключения Доврана — Ораз
- 1970 — Смерти нет, ребята! — Киндзибаев, рядовой
- 1972 — Мой друг Мелекуш — Бяшим
- 1972 — Нет дыма без огня — эпизод
- 1972 — Озорные братья — торговец
- 1973 — Тайны Мукама
- 1974 — Когда женщина оседлает коня — эпизод
- 1974 — Кто был ничем — Туйчи
- 1974 — Мал до удал — Меред-бай
- 1974 — Одной жизни мало — Хашим
- 1975 — Тот станет всем — Туйчи
- 1976 — Волшебная книга Мурада — тренер по конному спорту
- 1976 — Умей сказать «нет!» — Сары-ага
- 1977 — Белая мгла — Сердар
- 1977 — Буйный «Лебедь» — эпизод
- 1978 — Кугитанская трагедия — Нукер
- 1978 — Похищение скакуна — Гулам-ага
- 1979 — Время по солнцу — Кулиев
- 1981 — Утренние всадники — эпизод
- 1983 — Люди моего аула — эпизод